# Athripsodes lundanus
Athripsodes lundanus är en nattsländeart som först beskrevs av G. Marlier 1965.  Athripsodes lundanus ingår i släktet Athripsodes och familjen långhornssländor. Inga underarter finns listade i Catalogue of Life.